# Laurent Niol
Laurent Niol (* 11. August 1973 in Bourg-Saint-Maurice) ist ein ehemaliger französischer Freestyle-Skier. Er startete in den Buckelpisten-Disziplinen Moguls und Dual Moguls.

## Werdegang
Niol startete im Februar 1994 in La Clusaz erstmals im Weltcup, wobei er den 38. Platz im Moguls errang, und erreichte im folgenden Jahr mit dem neunten Platz in Meiringen-Hasliberg sowie mit dem siebten Rang in Kirchberg seine ersten Top-Zehn-Platzierungen im Weltcup. Nach Platz sieben im Moguls beim Weltcup in La Plagne zu Beginn der Saison 1995/96 kam er viermal unter die ersten Zehn und sprang mit dritten Plätzen in Breckenridge sowie in La Clusaz erstmals aufs Podest. Er belegte damit abschließend den 26. Platz im Gesamtweltcup und den neunten Rang im Moguls-Weltcup. In den folgenden Jahren kam er in der Saison 1996/97 auf den 19. Platz im Moguls-Weltcup und im Dezember 1997 mit dem dritten Platz im Moguls in Tignes erneut aufs Podest. Zudem belegte er bei den Weltmeisterschaften 1997 im Iizuna Kōgen Sukī-jō den 21. Platz im Moguls-Wettbewerb. In der Saison 2000/01 holte er im Moguls in Saas-Fee seinen einzigen Sieg im Europacup und sprang mit zwei Top-Zehn-Platzierungen auf den 26. Platz im Gesamtweltcup sowie auf den 13. Rang im Moguls-Weltcup. Beim Saisonhöhepunkt, den Weltmeisterschaften 2001 in Whistler, errang er den 45. Platz im Moguls. Nach den Plätzen sechs und acht zu Beginn der Saison 2001/02 erreichte er in Oberstdorf mit dem zweiten Platz im Moguls sein bestes Ergebnis im Weltcup und kam dabei letztmals aufs Podest. Er belegte damit den 20. Platz im Gesamtweltcup und den fünften Rang im Moguls-Weltcup. Zudem wurde er im Februar 2002 in Salt Lake City bei seiner einzigen Teilnahme an Olympischen Winterspielen Zwölfter im Moguls. In den folgenden Jahren sprang er in der Saison 2002/03 und in der Saison 2003/04 jeweils auf den 14. Platz im Moguls-Weltcup und bei den Weltmeisterschaften 2003 im Deer Valley auf den 17. Platz im Dual Moguls sowie auf den 14. Rang im Moguls. Letztmals im Weltcup startete er im Dezember 2005 in Oberstdorf, wobei er den 68. Platz im Moguls errang.

## Erfolge

### Olympische Spiele
- 2002 Salt Lake City: 12. Platz Moguls

### Weltmeisterschaften
- 1997 Iizuna kogen: 21. Platz Moguls
- 2001 Whistler: 45. Platz Moguls
- 2003 Deer Valley: 14. Platz Moguls, 17. Platz Dual Moguls

### Weltcup-Gesamtplatzierungen
Niol nahm an 75 Weltcups teil und erreichte 26 Top-Zehn-Platzierungen sowie vier Podestplatzierungen.
| Saison  | Gesamt | Gesamt | Moguls | Moguls | Dual Moguls | Dual Moguls |
| Saison  | Punkte | Platz  | Punkte | Platz  | Punkte      | Platz       |
| ------- | ------ | ------ | ------ | ------ | ----------- | ----------- |
| 1994/95 | 34     | 61.    | 236    | 24.    | –           | –           |
| 1995/96 | 69     | 26.    | 552    | 9.     | –           | –           |
| 1996/97 | 41     | 55.    | 164    | 19.    | –           | –           |
| 1997/98 | 18     | 82.    | 92     | 35.    | 4           | 42.         |
| 1998/99 | 29     | 46.    | 116    | 24.    | 40          | 28.         |
| 2000/01 | 54     | 26.    | 216    | 13.    | –           | –           |
| 2001/02 | 60     | 20.    | 360    | 5.     | 4           | 38.         |
| 2002/03 | 54     | 38.    | 376    | 14.    | 8           | 27.         |
| 2003/04 | 19     | 49.    | 266    | 14.    | –           | –           |
| 2004/05 | 9      | 75.    | 97     | 25.    | –           | –           |
| 2005/06 | 1      | 188    | 10     | 60.    | –           | –           |

.